# Obroatis reniplaga
Obroatis reniplaga är en fjärilsart som beskrevs av William Schaus 1912. Obroatis reniplaga ingår i släktet Obroatis och familjen nattflyn. Inga underarter finns listade i Catalogue of Life.